# Büchenmühle
Büchenmühle (fränkisch: Biech Mil) ist ein Gemeindeteil der Gemeinde Sachsen bei Ansbach im Landkreis Ansbach (Mittelfranken, Bayern). Büchenmühle liegt in der Gemarkung Alberndorf.

## Geografie
Die Einöde liegt am Büchenbach, einem rechten Zufluss der Fränkischen Rezat. Südöstlich schließt sich das Seeholz an, dahinter liegen die Seeholzäcker. Der Ort liegt an einer Gemeindeverbindungsstraße, die nach Rutzendorf (1,2 km östlich) bzw. zu einer Gemeindeverbindungsstraße führt (0,3 km südwestlich), die Steinbach (0,6 km nördlich) mit Ratzenwinden verbindet (1,5 km südlich).

## Geschichte
Der Ort wurde im Jahre 1424 als „Püchenmül“ erstmals urkundlich erwähnt. Der Ortsname leitet sich vom Gewässernamen Büchenbach ab, dessen Bestimmungswort die Pflanzengattung Buche ist.
Gegen Ende des 18. Jahrhunderts gehörte die Büchenmühle zur Realgemeinde Steinbach. Sie hatte das brandenburg-ansbachische Stiftsamt Ansbach als Grundherrn. Unter der preußischen Verwaltung (1792–1806) des Fürstentums Ansbach erhielt die Büchenmühle bei der Vergabe der Hausnummern die Nr. 25 des Ortes Steinbach. Von 1797 bis 1808 unterstand der Ort dem Justiz- und Kammeramt Ansbach.
Im Rahmen des Gemeindeedikts wurde Büchenmühle dem 1808 gebildeten Steuerdistrikt Eyb und der 1811 gegründeten Ruralgemeinde Eyb zugeordnet. Am 30. September 1827 wurde Büchenmühle in die neu gegründete Ruralgemeinde Alberndorf umgemeindet. Diese wurde am 1. Januar 1972 im Zuge der Gebietsreform in Bayern in die Gemeinde Sachsen bei Ansbach eingegliedert.
Bis 1934 war die Mühle in Betrieb.

## Einwohnerentwicklung
| Jahr      | 001818 | 001840 | 001861 | 001871 | 001885 | 001900 | 001925 | 001950 | 001961 | 001970 | 001987 |
| Einwohner | 2      | 5      | *      | 8      | 13     | 7      | 7      | 6      | 6      | 7      | 2      |
| Häuser    | 1      | 1      |        |        | 2      | 2      | 1      | 1      | 1      |        | 1      |
| Quelle    | [ 15 ] | [ 16 ] | [ 17 ] | [ 18 ] | [ 19 ] | [ 20 ] | [ 21 ] | [ 22 ] | [ 23 ] | [ 24 ] | [ 1 ]  |

## Religion
Der Ort ist seit der Reformation evangelisch-lutherisch geprägt und nach St. Alban (Sachsen bei Ansbach) gepfarrt. Die Einwohner römisch-katholischer Konfession sind nach St. Ludwig (Ansbach) gepfarrt.